# Agathosma conferta
Agathosma conferta är en vinruteväxtart som beskrevs av Neville Stuart Pillans. Agathosma conferta ingår i släktet Agathosma och familjen vinruteväxter. Inga underarter finns listade i Catalogue of Life.